# Straßenschlüssel (Berlin)
Ein Straßenschlüssel besteht in Berlin, wie üblicherweise in ganz Deutschland, aus einer Folge von fünf Ziffern. Durch ihn ist eine eindeutige Identifikation von in Berlin gelegenen öffentlichen Orten bestimmter Typen möglich. 

## Typen
Zu den Typen gehören Straßen, Plätze, Brücken, Bahnhöfe der S-Bahn Berlin, der U-Bahn Berlin oder Regionalbahn.

## Vergabe
Die Vergabe erfolgt durch das Amt für Statistik Berlin-Brandenburg. Bei Umbenennung wird ein neuer Identifikator vergeben.

## Nummernbereiche
Objekte mit einer führenden 4 befinden sich im Beitrittsgebiet (Ost-Berlin).

## Beispiele
- Alexanderplatz: 40041
- Alexanderstraße: 40042
- Kleine Alexanderstraße: 41562
- R-Bhf. Alexanderplatz: 09212
- S-Bhf. Alexanderplatz: 17083
- U-Bhf. Alexanderplatz: 16958
- F- und R-Bhf. Hauptbahnhof: 09333
- Alexanderufer: 44074
- Straßentunnel Alexanderplatz: 49527
- Schloßbrücke (Mitte): 44790
- Schloßbrücke (Charlottenburg): 07398
- Schloßbrücke (Köpenick): 49632

Nach Nummern:
- 00000 - nicht vergeben
- 00001 Aachener Str. im Ortsteil Wilmersdorf
- 40001 Aalesunder Str. im Ortsteil Prenzlauer Berg